# The Sunshine Boys
The Sunshine Boys (Brasil: Uma Dupla Desajustada / Portugal: Uma Parelha de Chatos) é um filme norte-americano de 1975, do gênero comédia, dirigido por Herbert Ross  e estrelado por Walter Matthau e George Burns.

## Produção
The Sunshine Boys é uma comédia sobre a maneira como os homens se relacionam e como estão sempre competindo entre si, um tema já explorado por Neil Simon anteriormente em The Odd Couple, outra de suas primeiras peças de sucesso. O filme caiu nas graças da crítica e do público, tendo sido um dos grandes êxitos da MGM naquele ano.
A produção marcou o reencontro de George Burns com o cinema, de onde estava afastado desde Honolulu, de 1939, quando ainda formava uma dupla vitoriosa com Gracie Allen. Aos 79 anos, Burns finalmente recebeu seu Oscar, como Melhor Ator Coadjuvante. Ele nunca havia sido indicado antes. A partir daí, sua carreira ganhou novo impulso e ele esteve em vários outros sucessos, entre eles Oh, God! e suas duas sequências.
Walter Matthau, por sua vez, não ficou atrás. Além de uma indicação à estatueta de Melhor Ator, ele teve outros grandes momentos, desde The Bad News Bears, seu trabalho seguinte, até seus diversos reencontros com Jack Lemmon, que se estenderam pelas duas décadas seguintes.
O próprio Neil Simon escreveu o roteiro, baseado em sua peça, que foi montada na Broadway com enorme sucesso entre dezembro de 1972 e abril de 1974, em um total de 538 apresentações. Ele também foi lembrado pela Academia e recebeu a segunda de suas quatro indicações ao Oscar de Melhor Roteiro Adaptado.
Segundo Ken Wlaschin, este é um dos dez melhores filmes, tanto de George Burns quanto de Walter Matthau.
Foram feitas duas refilmagens para a televisão: a primeira em 1977, de média-metragem, com Red Buttons e Lionel Standler e a outra em 1996, com Woody Allen e Peter Falk. Esta foi exibida no Brasil com o título de Feitos Um para o Outro e em Portugal como O Último Espectáculo.

## Sinopse
Willy Clark e Al Lewis formavam uma dupla de sucesso no tempo do vaudeville. Décadas após a separação, Ben, sobrinho de Willy, procura reuni-los novamente para um especial de TV. O problema é que os dois se odeiam e não se falam há anos!

## Premiações
| Patrocinador                                            | Prêmio       | Categoria | Situação                   |
| ------------------------------------------------------- | ------------ | --- | -------------------------- |
| Academia de Artes e Ciências Cinematográficas           | Oscar        | Melhor Ator (Walter Matthau) Melhor Ator Coadjuvante (George Burns) Melhor Roteiro Adaptado Melhor Direção de Arte                                                             | Indicado Vencedor Indicado |
| Associação de Correspondentes Estrangeiros de Hollywood | Golden Globe | Melhor Filme - Comédia ou Musical Melhor Ator - Comédia ou Musical (Walter Matthau e George Burns) Melhor Ator Coadjuvante - Cinema (Richard Benjamin) Melhor Roteiro - Cinema | Vencedor                   |
| Writers Guild of America                                | WGA          | Melhor Roteiro - Comédia | Vencedor                   |
| British Academy of Film and Television Arts             | BAFTA Award  | Melhor Roteiro Adaptado | Indicado                   |

## Elenco
| Ator/Atriz        | Personagem                  |
| ----------------- | --------------------------- |
| Walter Matthau    | Willy Clark                 |
| George Burns      | Al Lewis                    |
| Richard Benjamin  | Ben Clark                   |
| Lee Meredith      | Senhorita McIntosh          |
| Carol Arthur      | Doris Green                 |
| Rosetta LeNoire   | Enfermeira de Willy Clark   |
| F. Murray Abraham | Mecânico                    |
| Howard Hesseman   | Walsh                       |
| James Cranna      | Schaeffer                   |
| Ron Rifkin        | Assistente de diretor de TV |
| Jennifer Lee      | Helen Clark                 |
| Garn Stephens     | Eddie                       |